# Geōrgios Zaimīs
Geōrgios Zaimīs (in greco Γεώργιος Ζαΐμης?; Il Pireo, 28 giugno 1937 – 1º maggio 2020) è stato un velista greco.

## Biografia
Partecipò a tre edizioni delle Olimpiadi estive: 1960, 1964, 1968. Nella prima si aggiudicò la medaglia d'oro nel dragone, mentre in quelle successive rimase escluso dal podio.

## Palmarès
- Giochi olimpici

Roma 1960: oro nella classe Dragone.